# الانتخابات العامة في زامبيا 2021
أجريت الانتخابات العامة في زامبيا في 12 أغسطس 2021 لانتخاب الرئيس والجمعية الوطنية. وفي 16 أغسطس 2021 أُعلن عن انتخاب هاكيندي هيشيليما رئيسًا لزامبيا.

## النظام الانتخابي
يجري انتخاب الرئيس بنظام الدورتين. وبالتوازي يجري انتخاب أعضاء للجمعية الوطنية، حيث يُنتخب 156 منهم بنظام الفائز الأول في الدوائر الانتخابية ذات العضو الواحد، ويُعين ثمانية آخرين من قِبل الرئيس، وثلاثة آخرون أعضاء بحكم مناصبهم: نائب الرئيس، ورئيس البرلمان ونائب رئيس منتخب من خارج الجمعية الوطنية (بينما يتم اختيار النائب الثاني من الأعضاء المنتخبين في المجلس). سن الاقتراع هو 18 عامًا، بينما يجب ألا يقل عمر مرشحي الجمعية الوطنية عن 21 عامًا.

## المرشحون للرئاسة
سجل ستة عشر مرشحا للترشح لرئاسة الجمهورية. وكان من المتوقع أن يكون السباق متقارب بين إدغار لونجو من الجبهة الوطنية وهاكايندي هيشيليما من الحزب المتحد للتنمية الوطنية. تنافس كلاهما في الانتخابات الرئاسية لعام 2016، والتي فاز بها لونجو بهامش 50.35٪ مقابل 47.63٪.
| مرشح للرئاسة | مرشح للرئاسة      | النائب           | الحزب                                   | المصدر                  |
| ------------ | ----------------- | ---------------- | --------------------------------------- | ----------------------- |
| 1.           | إدغار لونغو       | Nkandu Luo       | الجبهة الوطنية                          | [ 6 ] [ 7 ] [ 8 ] [ 9 ] |
| 2.           | إينوك تونغا       | Bright Chomba    | حركة التحرير الثالثة                    | [ 6 ] [ 7 ] [ 8 ] [ 9 ] |
| 3.           | شون تيمبو         | هنري موليا       | الوطنيون من أجل التقدم الاقتصادي        | [ 6 ] [ 7 ] [ 8 ] [ 9 ] |
| 4.           | أنديفورد باندا    | جيرالد مولاو     | تحالف الشعب من أجل التغيير              | [ 6 ] [ 7 ] [ 8 ] [ 9 ] |
| 5.           | تشيشالا كاتيكا    | صموئيل كاسانكا   | حزب التراث الجديد                       | [ 6 ] [ 7 ] [ 8 ] [ 9 ] |
| 6.           | كاسوندي مويندا    | Changala Siame   | المناضلون من أجل الحرية الاقتصادية      | [ 6 ] [ 7 ] [ 8 ] [ 9 ] |
| 7.           | ستيفن نيرندا      | لوسي تشانغوي     | حزب الترميم الوطني                      | [ 6 ] [ 7 ] [ 8 ] [ 9 ] |
| 8.           | لعازر تشيزيلا     | روزماري شيفومبا  | زامبيون متحدون من أجل التنمية المستدامة | [ 6 ] [ 7 ] [ 8 ] [ 9 ] |
| 9.           | ريتشارد سيلومبي   | كايلا كاموينشي   | حركة القيادة                            | [ 6 ] [ 7 ] [ 8 ] [ 9 ] |
| 10.          | السامي حمودودو    | كاسوتي سينجوجو   | حزب الوحدة الوطنية والتقدم              | [ 6 ] [ 7 ] [ 8 ] [ 9 ] |
| 11.          | فريد ميمبي        | كوزماس موسومالي  | الحزب الاشتراكي                         | [ 6 ] [ 7 ] [ 8 ] [ 9 ] |
| 12.          | هاري كلابا        | جوديث كابيمبا    | الحزب الديمقراطي                        | [ 6 ] [ 7 ] [ 8 ] [ 9 ] |
| 13.          | هاكايندي هيشيليما | موتالي نالومانغو | الحزب المتحد للتنمية الوطنية            | [ 6 ] [ 7 ] [ 8 ] [ 9 ] |
| 14.          | نيفيرس مومبا      | روبن سامبو       | الحركة من أجل ديمقراطية متعددة الأحزاب  | [ 6 ] [ 7 ] [ 8 ] [ 9 ] |
| 15.          | تشارلز تشاندا     | سيمون مبولو      | زامبيا المتحدة المزدهرة والمسالمة       | [ 6 ] [ 7 ] [ 8 ] [ 9 ] |
| 16.          | تريفور موامبا     | جون هراوة        | حزب الاستقلال الوطني المتحد             | [ 6 ] [ 7 ] [ 8 ] [ 9 ] |

## الحملة الانتخابية
في 15 مايو 2021، أعلن رئيس اللجنة الانتخابية في زامبيا إيسو تشولو بدء الحملة الانتخابية. ومع ذلك، نُصح السياسيون بتقليل التجمعات الكبيرة خلال الحملة بسبب وباء فيروس كورونا. كانت الجمعية الوطنية قد حُلت في 12 مايو من قِبل الرئيس إدغار لونغو لتوفير تكافؤ الفرص في الحملة. ومع ذلك، ظل لونغو في منصبه وفقًا للمتطلبات الدستورية حتى يجري انتخاب الرئيس الجديد.

### ارتفاع حالات العنف والإصابة بالفيروسات
في 26 مايو، أطلق لونغو حملته الخاصة. كما وجه أيضًا خدمة الشرطة ووزارة الصحة لضمان تطبيق اللوائح والإرشادات الصحية لوباء كورونا دون خوف أو محاباة. في 3 يونيو، بسبب ارتفاع حالات الإصابة بفيروس كورونا، علقت مفوضية الانتخابات مسيرات الحملة مرة أخرى لتجنب الحشود الكبيرة. في 15 يونيو حظرت المفوضية العليا المستقلة كلًا من الجبهة الوطنية والحزب المتحد للتنمية الوطنية من الحملة الانتخابية في لوساكا، مبولونجو، Namwala وNakonde بسبب العنف السياسي. كما حظرت اللجنة جميع الجولات الترويجية في جميع أنحاء البلاد للحد من انتقال فيروس كورونا. في 1 أغسطس، أمر لونجو بنشر الجيش لمساعدة الشرطة على محاربة العنف السياسي المتصاعد خلال الحملة.

### حظر هاكيندي هيشيليما
في 28 يوليو أصدر الأمين العام لحزب باتوكي إميندا بيانًا مفاده أن الحزب يشعر بخيبة أمل بسبب استخدام الرئيس لونغو للمؤسسات الحكومية لمنع المرشح الرئاسي للحزب هاكيندي هيشيليما من تنظيم حملته الانتخابية. في 30 يوليو، مُنع هيشيليما وفريق حملته من دخول تشيباتا واحتُجزوا على مدرج مطار تشيباتا. قبل وصول هيشيليماإلى تشيباتا، أطلقت الشرطة الغاز المسيل للدموع لتفريق مؤيديه. في 3 أغسطس، منعت الشرطة في مبالا هيشيليما وفريق حملته من دخول المدينة، حيث زعمت الشرطة أنه بحاجة إلى تصريح للدخول.

## الإجراءات
في 12 أغسطس أثناء يوم الانتخابات، قام العديد من مستخدمي تويتر باستخدام منصة للإبلاغ عن أن تطبيقات التواصل الاجتماعي والرسائل، بما في ذلك فيسبوك وانستغرام وواتساب يبدو أنها مغلقة في البلاد. لكن مستخدمو الإنترنت قاموا باستخدام خدمات الشبكات الافتراضية VPN لتجاوز القيود المفروضة على واتساب ومنصات التواصل الاجتماعية الأخرى. لكن السكرتير الدائم لخدمات الإعلام والإذاعة، عاموس مالوبينغا، نفى هذه التقارير ووصفها بـ "الخبيثة". وتابع أن "الحكومة لن تتسامح مع إساءة استخدام الإنترنت، وإذا حدث أي ضرر، فإن الحكومة تتوقع من المواطنين استخدام الإنترنت بشكل مسؤول. ولكن إذا اختار بعض الأشخاص إساءة استخدام الإنترنت للتضليل، فلن تتردد الحكومة في الاحتجاج بالأحكام القانونية ذات الصلة لمنع أي انهيار للقانون والنظام خلال فترة الانتخابات. وعلى الرغم من تعليقه، تم إغلاق مواقع التواصل الاجتماعي ولجأ المواطنون إلى استخدام الشبكات الافتراضية الخاصة.

## النتائج

### الرئاسة
أُعلن فوز هاكيندي هيشيليما رئيسًا لزامبيا في 16 أغسطس 2021. وذلك بعد فرز أصوات 155 ولاية من 156 ولاية، وكان فرز أصوات ولاية Mandevu ما زال جاريًا. وحيث أن تلك الصوات لن تؤثر على النتيجة النهائية فقد أعلنت لجنة الانتخابات فوز هيشيليما. أقر إدغار لونغو بالهزيمة بعد إعلان اللجنة.
| المرشح             | الحزب                                       | الأصوات   | النسبة |
| ------------------ | ------------------------------------------- | --------- | ------ |
| Hakainde Hichilema | United Party for National Development       | 2,810,757 | 59.38  |
| Edgar Lungu        | Patriotic Front                             | 1,814,201 | 38.33  |
| Harry Kalaba       | Democratic Party                            | 24,879    | 0.53   |
| Andyford Banda     | People’s Alliance For Change                | 19,804    | 0.42   |
| Fred M'membe       | Socialist Party                             | 16,379    | 0.35   |
| Highvie Hamududu   | Party of National Unity and Progress        | 10,388    | 0.22   |
| Chishala Kateka    | New Heritage Party                          | 8,063     | 0.17   |
| Charles Chanda     | United Prosperous and Peaceful Zambia       | 6,520     | 0.14   |
| Lazarus Chisela    | Zambians United For Sustainable Development | 5,229     | 0.11   |
| Nevers Mumba       | Movement for Multi-Party Democracy          | 4,809     | 0.1    |
| Enock Tonga        | 3rd Liberation Movement                     | 3,088     | 0.07   |
| Trevor Mwamba      | United National Independence Party          | 2,992     | 0.06   |
| Sean Tembo         | Patriots For Economic Progress              | 1,798     | 0.04   |
| Stephen Nyirenda   | National Restoration Party                  | 1,766     | 0.04   |
| Kasonde Mwenda     | Economic Freedom Fighters                   | 1,331     | 0.03   |
| Richard Silumbe    | Leadership Movement                         | 1,283     | 0.03   |
| إجمالي             |                                             | 4,733,287 | 100    |
|                    |                                             |           |        |
| أصوات صحيحة        |                                             | 4,733,287 | 97.43  |
| أصوات باطلة        |                                             | 124,906   | 2.57   |
| إجمالي الأصوات     |                                             | 4,858,193 | 100    |
| المسجلين للتصويت   |                                             | 7,023,499 | 69.17  |